# Herb obwodu donieckiego

Herb obwodu donieckiego 1999 roku

Herb obwodu donieckiego przedstawia na tarczy w polu złotym błękitną "palmę Mercałowa". Podstawa tarczy czarna. Tarcza okolona jest gałęziami dębowymi. Na tarczy korona z liści klonowych. U podstawy znajduje się wstęga z dewizą w języku rosyjskim, pochodząca z zapisków Dymitra Mendelejewa, który przebywał w Donbasie w 1897 r.
Herb przyjęty został 17 sierpnia 1999 roku.
"Palma Mercałowa " wykuta została z jednego kawałka stali przez Aleksieja Mercałowa na wystawę przemysłową w 1896 r. Obecnie przechowywana jest w muzeum w Petersburgu.
Herb obwodu ma symbolizowaċ mieszkańców Donbasu (górników, metalurgów, chemików) i ich trud. 